# Pond Island (Sagadahoc County, Maine)
Pond Island ist eine unbewohnte Insel im Sagadahoc County im US-Bundesstaat Maine. Sie ist lediglich vier Hektar groß und liegt vor der Mündung des Kennebec River. Die Küsten der Insel sind meist felsig, nur im Nordwesten gibt es einen kleinen Sandstrand. Das bei Ebbe trockenfallende Gebiet um die Insel bietet Küstenvögeln hervorragende Möglichkeiten zur Nahrungssuche.

## Geschichte
1821 wurde ein Leuchtturm auf Pond Island errichtet, der 1855 durch den heute noch aktiven Turm ersetzt wurde. Das Leuchtfeuer wurde 1960 automatisiert, 1973 trat die US Coast Guard die Insel an den Fish and Wildlife Service ab, sie unterhält aber weiterhin den Leuchtturm. 

## Flora und Fauna
Die baumlose Insel ist mit verschiedenen Gräsern sowie mit Büschen und Bodendeckern bewachsen und deshalb ein ausgezeichneter Lebensraum für nistende Seevögel. 1996 wurden wieder erfolgreich Fluss-Seeschwalben auf der Insel angesiedelt, 2003 wurden auch brütende Exemplare der gefährdeten Rosenseeschwalben auf der Insel entdeckt. Daneben nisten auch Eiderenten auf Pond Island und während des Vogelzugs ist sie Rastplatz für zahlreiche Zugvögel. 

## Naturschutzgebiet
Das Inselgebiet bildet das Pond Island National Wildlife Refuge, ein National Wildlife Refuge in den Vereinigten Staaten. Es grenzt an den Popham Beach State Park.
Pond Island ist eines von fünf Gebieten des Maine Coastal Island National Wildlife Refuge.
Die Insel darf von September bis Ende März betreten werden, ist aber nur mit Booten erreichbar. Während der Brutzeit von April bis Ende August ist das Betreten verboten.